# 칼 루이스
프레드릭 칼턴 ("칼") 루이스(Frederick Carlton ("Carl") Lewis, 1961년 7월 1일 ~ )는 은퇴한 미국의 육상 선수이다. 1984년부터 1996년까지 4차례의 올림픽 대회에서 총 9개의 금메달과 1개의 은메달을 획득했으며, 또한 1983년부터 1993년까지 4차례의 세계 육상 선수권대회에서 8개의 금메달을 비롯해 총 10개의 메달을 획득하였다.
앨라배마주 버밍햄에서 태어나 휴스턴 대학교를 졸업하였고, 1983년 세계 육상 선수권 대회에 나가 3개의 타이틀 - 100m, 400m 릴레이와 멀리뛰기를 우승하고 4년 후에도 되풀이하였는데 1984년 NBA 드래프트에서 시카고 불스에 지명되기도 하였다.
1984년 로스앤젤레스 올림픽에서 그는 제시 오언스가 1936년 베를린 올림픽에서 우승했던 종목들 - 100m, 200m, 400m 릴레이, 멀리뛰기를 되풀이하며 4관왕을 차지하였다.
1988년 서울 올림픽때 100m에서 우승한 캐나다의 벤 존슨이 약물 복용을 한 사실이 알려져 금메달이 박탈되면서, 칼 루이스에게 돌아갔다. 칼 루이스는 올림픽 역사상 처음으로 남자 100m의 2연패 금메달리스트가 되었다.
1991년 세계 육상 선수권 대회에서 100m와 400m 릴레이 3연승을 한 뒤, 2년 후에는 멀리뛰기 3위에 그쳤다. 1992년 바르셀로나 올림픽에서 다시 400m 릴레이의 최종 주자로 나가면서 37.40초의 세계 신기록을 세웠다.
1996년 애틀랜타 올림픽에서 올림픽 멀리뛰기 4연패의 위업을 달성하였다. 이를 끝으로 육상계에서 은퇴하였다.

## 같이 보기
- 남자 100미터 달리기 세계 기록 추이